# Mikania wurdackii
Mikania wurdackii là một loài thực vật có hoa trong họ Cúc. Loài này được Pruski & W.C.Holmes mô tả khoa học đầu tiên năm 2000.